# Колотуха Олександр Васильович
Колотуха Олександр Васильович — український спортивний турист, відомий науковець в сфері спортивного туризму, перший віцепрезидент Федерації спортивного туризму України, доктор географічних наук,  професор, автор понад 300 наукових та науково-методичних праць, кількох книжок про туризм.
Народився у 1959 році в Миколаївській області. У 1981 році закінчив географічний факультет Київського державного університету за спеціальністю «географ-картограф». З 1982 року працює в системі туризму, а з 1985 року – в системі дитячо-юнацького туризму. Підготував більше 500 юних туристів-спортсменів.
Майстер спорту України зі спортивного туризму. Суддя міжнародної категорії зі спортивного туризму. Неодноразовий призер та чемпіон багатьох туристичних змагань та чемпіонатів Всеукраїнського та Всесоюзного рівня з пішохідного, лижного та гірського туризму. Здійснив більше 70 категорійних походів з пішоходного, гірського, лижного, водного та велосипедного туризму. Має звання інструктора з 4-х видів туризму. Географія туристських походів – Крим, Карпати, Західний та Центральний Кавказ, Валдай, Кольський півострів, Полярний та Приполярний Урал, Копетдаг, Каракуми, Памір, Західний Тянь-Шань, Алтай, Саяни, Хамар-Дабан, Камчатка, Татри, Австралія, Нова Зеландія та інші.
Професор кафедри міжнародного туризму та країнознавства Національного авіаційного університету (м. Київ). Коло наукових інтересів – рекреаційна географія, географія туризму, географічне краєзнавство, педагогіка туризму, регіональні суспільно-географічні дослідження.

## Наукові праці
- Колотуха, Олександр Васильович. Ресурсний потенціал дитячо-юнацького туризму в Україні / Олександр Колотуха, ; М-во освіти і науки України, Український держ. центр туризму і краєзнавства учнівської молоді. - К. : [б. и.], 2005. - 116 с. : портр. - Бібліогр.: с. 115-116.
- Колотуха, Олександр Васильович. Дитячо-юнацький туризм в Україні [Текст] / Олександр Колотуха ; М-во освіти і науки України; КДПУ ім. В.Винниченка. — Кіровоград: РВЦ КДПУ ім. В. Винниченка, 2001. - 40,[1] с. : іл, карти, табл. - Бібліогр.: с.39-40.
- Колотуха, Олександр Васильович. Ресурсно-туристський потенціал Кіровоградської області [Текст] / Олександр Колотуха ; Мін-во освіти і науки України, Кіровоградський державний педагог. університет ім. В.Винниченка, Кіровоградський центр туризму, краєзнавства, спорту і екскурсій учнівської молоді. - Кіровоград: Б. в., 2002. - 68 с. : карти. - Бібліогр.: с. 67.
- Колотуха, Олександр Васильович. Географія дитячо-юнацького туризму в Україні: навчальний посібник / Олександр Колотуха ; М-во освіти і науки України, Український держ. центр туризму і краєзнавства учнівської молоді. - Київ: Б. в., 2008. - 276 с. - Бібліогр. : с. 198-210.
- Колотуха, Олександр Васильович. Спортивні рекреаційно-туристські ресурси України [Текст]: науково-популярна література / Олександр Колотуха, ; М-во освіти і науки України, Федерація спортивного туризму України. - К. : Б. в., 2006. - 207 с. : табл. - Бібліогр.: с. 206-207.
- Колотуха, Олександр Васильович. Геопросторова організація спортивного туризму: Монографія / О.В. Колотуха. - Кіровоград: ФО-П Александрова М.В., 2015. - 448 с.:табл.- Бібліогр.: с. 280-296.
- Колотуха, Олександр Васильович. Словник-довідник зі спортивного туризму та активної рекреації: географія, систематизація, практика. - Кропивницький: Видавництво Льотної академії НАУ, 2017. - 392 с. - Бібліогр.: с. 353-363.
- Колотуха, Олександр Васильович.Географія спортивного туризму та активної рекреації: Словник-довідник. Харків : Мачулін, 2019. 300 с.
- Колотуха, Олександр, Сікірда, Юлія. Методологія наукових досліджень : навчальний посібник. Кропивницький : Видавництво Льотної академії НАУ, 2021. 216 с.
- Колотуха, Олександр, Колотуха, Ігор. Географія спортивного туризму та активної рекреації України : [Монографія]. Харків : Мачулін, 2021. 436 с.